# 1999 en santé et médecine
| Années de la santé et de la médecine : 1996 - 1997 - 1998 - 1999 - 2000 - 2001 - 2002    |
| Décennies de la santé et de la médecine : 1960 - 1970 - 1980 - 1990 - 2000 - 2010 - 2020 |

Cet article présente les faits marquants de l'année 1999 en santé et médecine.

## Publications
- Contraception : Contrainte ou liberté ?, ouvrage collectif publié sous la direction d'Étienne-Émile Baulieu, Françoise Héritier et Henri Leridon[1].

## Décès
- 8 novembre : Marie-Antoinette Mulot (née en 1919), pharmacienne et herboriste française.
- 12 décembre : René Couteaux (né en 1909), médecin et neurobiologiste français, spécialiste de la cytologie du neurone et l'un des fondateurs de l'école française de neuroanatomie.